# Nita Lowey
Nita M. Lowey, född 5 juli 1937 i New York, New York, död 15 mars 2025 i Harrison, var en amerikansk demokratisk politiker. Hon var ledamot av USA:s representanthus från delstaten New York sedan 1989.
Lowey gick i skola i Bronx High School of Science i Bronx. Hon avlade 1959 kandidatexamen vid Mount Holyoke College.
Lowey besegrade sittande kongressledamoten Joseph J. DioGuardi i kongressvalet 1988. Hon har omvalts tio gånger.
Lowey var judisk. Hon och maken Stephen har tre barn och åtta barnbarn.